# Strimmig havsabborre
Strimmig havsabborre (Morone saxatilis) är en art i familjen egentliga havsabborrfiskar vars ursprungsområde är Nordamerika.

## Utseende
Strimmig havsabborre är en avlång fisk med något från sidorna sammantryckt kropp. De två ryggfenorna har totalt 9 till 14 (vanligtvis 11 till 13) mjukstrålar och 8 till 12 (vanligen 10 till 11) taggstrålar. Analfenan har mellan 11 och 13 mjukstrålar och 3 taggstrålar (vissa ungfiskar har bara 2). Kroppens övre del är grönaktig till blåaktig, medan buken är vit. Längs sidorna har den 7 till 8 mörka strimmor. Som mest kan den bli 200 cm lång och väga 57 kg, men blir sällan mycket större än 120 cm.

## Vanor
Arten är främst en kustnära saltvattensfisk, men går långt upp i floder i samband med fortplantningen, och har framgångsrikt införts i sjöar och liknande sötvatten. Ungfiskarna föredrar sand- och klippbottnar, medan de vuxna individerna förekommer i många, varierande habitat. Dessa är också känsliga för höga temperaturer, och undviker vatten varmare än 22 °C (medan ungfiskarna accepterar temperaturer upp till 29 °C); under sommaren drar sig de vuxna fiskarna ut mot djupare, kyligare vatten.
Den strimmiga havsabborren kan bli upp till 30 år gammal.
Födan består främst av olika fiskar, men den tar även kräftdjur som krabbor och märlkräftor, samt bläckfiskar och maskar.

### Fortplantning
Hanarna blir i regel könsmogna omkring 2 års ålder, medan honorna blir det vid 3 till 4 år.

## Utbredning
Artens ursprungsområde är kustvattnen utanför USA:s öst- och sydkust samt angränsande floder, men den förekommer nu i stora delar av USA inklusive Hawaii. Den har även framgångsrikt införts till British Columbia, Mexiko, Ecuador, Ryssland, Turkiet, Iran, Sydafrika och troligen Argentina.